# Pržno
Pržno es una localidad del distrito de Vsetín en la región de Zlín, República Checa, con una población estimada a principio del año 2018 de 639 habitantes. 
Se encuentra ubicada al norte de la región, a poca distancia al este de Brno, de la orilla del río Morava —un afluente izquierdo del Danubio—, de la cordillera de Beskides moravo-silesios —zona occidental de los montes Cárpatos— y de la frontera con Eslovaquia y la región de Moravia-Silesia.

## Historia
En el año 1923 se hace una descripción del pueblo de Pržno "se encuentra en la margen derecha del río Ostravice y se concentra a ambos lados de la carretera comarcal que va de Baška a Frýdlant. Según el catastro, la superficie del término municipal es de 308 ha, 93 km² y 43 m² . Hay 72 números de casas en total , y según el censo realizado el 15 de febrero de 1921, nuestro pueblo tenía 536 habitantes. Todos los edificios son de una sola planta: 46 son de ladrillo, 5 de medio ladrillo y 21 de madera. En el campo junto al arroyo Rzavý se encuentra una casa de madera que pertenece al sobrino de Fuciman, quien la construyó él mismo . La casa es de madera y no tiene número. El edificio de la escuela tiene el número 50 y la parada de tren, el 54". 
Además de reflejar con detalle las características poblacionales y la infraestructura, en el mismo documento realizado por los cronistas seleccionados el 22 de octubre de 1923 por el consejo municipal; Tomáš Fišer, metalúrgico y campesino (n.º 8) , entonces alcalde del municipio de Pržno; Jan Hovjacký, metalúrgico y campesino (n.º 66), miembro del consejo municipal; František Herot, agricultor (n.º 1), miembro del consejo municipal, Rudolf Tyleček, natural de la zona y desde 1920 administrador de la escuela de Pržno. También se describen detalles como el empleo de la población, nacionalidades presentes, creencias religiosas, economía, etc.